# Ґандальф
Ґандальф, або Ґе́ндальф (англ. Gandalf, транскр.: [ˈɡændɑːlf]), — персонаж творів Дж. Р. Р. Толкіна, добрий чарівник, один з духів маярів у людській подобі. У різний час до імені мага також додавались слова Сірий чи Білий (також через колір одягу мага).

## Імена Ґандальфа
У легендаріумі Толкіна цей персонаж зветься по-різному в різних народів. Його справжнє ім'я — Олорін. Він відомий також як Мітрандір — у ельфів, Таркун — у гномів, Буревісник — у людей Рогану, Інканус — у людей Півдня, Ґандальф — у людей Півночі.

## Характеристика
Толкін описує Ґандальфа як останнього з чарівників, що з'явилися в Середзем'ї, «він здавався найменшим, меншим на зріст, ніж інші, і виглядав старшим, він був сивим, і спирався на палицю». Однак ельф Кірдан, який зустрів його після прибуття, все ж вважав його «найвеличнішим духом і наймудрішим» і дав йому Ельфійський Перстень Сили під назвою Нар'я, Перстень Вогню, що містить «червоний» камінь для його допомоги та комфорту. Пізніше в тому ж есе Толкін явно пов'язує Ґандальфа з елементом вогню.

## Ґандальф у творах Толкіна
Попри вигляд людини, Ґандальф є одним з маярів — духів, посланих богом Еру у світ Арди з метою протистояти Саурону і спрямувати народи до боротьби з ним. Разом з іншими подібними маярами, разом званими істарі, в Третю епоху активно брав участь у боротьбі з Сауроном. Щоб не примушувати жителів Арди й Середзем'я зокрема до цього силою і не виконувати боротьбу зі злом за них, істарі було надано подоби старців. Відповідно це обмежило їхню силу і зробило вразливими, але вони лишилися могутніми істотами. Олорін прибув до Середзем'я, коли Саурон своїм впливом зіпсував Морок-ліс, зробивши його згубним місцем. Істарі зійшов у гавані ельфів Мітлонді, де йому володарем Кірданом було вручено Перстень Нар'я (Перстень Вогню). Це був один з Перснів, пов'язаних Перснем Влади Саурона, але незачеплений його впливом безпосередньо. Особливістю Нар'ї було надихати навколишніх на боротьбу проти несправедливості, підтримувати надію і протистояти втомі й часу.
Чарівник подорожував Середзем'ям, віддаючи перевагу сірому вбранню і гостроверхому капелюху, за що отримав прізвисько Ґандальф Сірий. У своїх подорожах він виступав помічником і порадником. Найближче був до ельфів, проте підтримував зв'язки з усіма добрими народами Середзем'я, особливо був відомий своєю приязню до гобітів. Спостерігаючи за світом впродовж 1000 років, Ґандальф зрозумів, що поширення хвороб, варварів орків та інші тривожні події пов'язані з фортецею Дол Гулдур. Йому не вдалося з'ясувати, хто є хазяїном фортеці, але стало ясно, що це могутній чаклун, здатний керувати духами померлих, і за це прозваний Некромантом.
Врешті Істарі заснували Білу Раду, куди увійшли Саруман, Ґандальф, Кірдан, Ґаладріель, Елронд і Келеборн. Ельфійська правителька Ґаладріель бажала, аби головним у Раді був Ґандальф, але той відмовився, щоб не бути відповідальним ні перед ким, окрім вищих духів. Білу Раду відтоді очолював Саруман. Згодом Ґандальф помітив зростання сил в Дол Гулдурі та закликав зібрати військо для знищення зла. Проте Саруману вдалося переконати почекати з атакою, а Ґандальф продовжив нагляд. Він довідався, що фортецею править Саурон і шукає Перстень Влади.
Підозрюючи, що Саурон може отримати підтримку дракона Смога, який захопив ґномські володіння Еребору, Ґандальф звернувся до гнома Торіна. Він переконав гномів зібрати загін і вбити дракона, заручившись підтримкою спритного і непомітного гобіта Більбо. Підтримуючи гномів та гобіта, чарівник супроводив їх до Еребору. Дорогою Більбо знайшов Перстень Влади, за яким полював Саурон, і таємно привласнив його. Біла Рада нарешті атакувала Дол Гулдур, але Саурон відступив до Барад-Дуру, де продовжив збирати сили. Дракон завдяки Більбо і лучнику Барду був знищений, але на скарби Еребору стали претендувати не тільки гноми, а й люди і ельфи. Крім того, на Еребор насувалася армія орків і їхніх спільників, вовків варгів, щоб пограбувати й помститися за вбивство їхнього ватажка. Завдяки об'єднаним зусиллям людей, ельфів, гномів та велетенських орлів сили зла було відбито.
Проте Саурон був лише затриманий у виконанні своїх планів і згодом цілком відбудував фортецю Барад-Дур. Він уклав союз із декотрими людськими народами та розплодив орків і тролів. Саруман взявся за активні пошуки Персня Влади, а Ґандальф помітив дивні зміни в характері Більбо і його довголіття. Саруман, прагнучи вистежити Саурона, скористався каменем Палантиром, але стикнувся безпосередньо з Сауроном і підпав під його вплив. Ґандальф зрештою викрив Більбо і переконав його віддати Перстень своєму родичу Фродо, щоб уникнути подальшого псування його силами. Зустрівши слідопита Арагорна, Ґандальф організував із Фродо похід до ельфа Елронда, де скликав раду. На раді було відтворено історію Персня і встановлено, що його неможливо забрати з Арди чи знищити, оскільки він тісно пов'язаний з Сауроном. Єдиним виходом було розплавити його на горі Ородруїн, де Перстень Влади було створено. Також розкрилося, що Саруман тепер служить злу. Було сформовано Братство Персня, яке вирушило до Ородруїну.
При проході підземеллями Морії Братство зустрілося з демоном барлогом. Ґандальф затримав його, давши іншим час втекти, але сам впав з демоном у безодню. Після тривалої битви Ґандальф здолав барлога, але сам загинув. Тут втрутився сам Еру, повернувши чарівника до життя для виконання його місії. Ґандальфа було перенесено в Лоріен до ельфів, де він отримав білий одяг і відтоді називався Ґандальфом Білим. Він наздогнав Братство в лісі Фанґорн і продовжив з ним подорож. Йому вдалося скликати людей Рогану і ентів. Зустрівшись з Саруманом, він прогнав його з Ради й заволодів Палантиром.
Тим часом Саурон і його спільники висунули війська проти людських князівств, і Ґандальф вирушив по допомогу в місто Мінас-Тіріт. Чарівнику вдалося відігнати слуг Саурона — назґулів та дати час підготуватися до атаки на Мінас-Тіріт. Там було здобуто перемогу над армією Саурона, але князівства Роган і Ґондор знищили тільки третину сил ворога. Лишалася надія на Фродо, котрий доставив Перстень Влади до Ородруїна, де той був знищений.
Після перемоги над Сауроном Ґандальф коронував Арагорна і проголосив Епоху людей. За кілька років Ґандальф із Фродо, Більбо, Елрондом і Ґаладріель відплив з Мітлонду до Валінору. Таким чином Ґандальф став єдиним з істарі, що цілком виконав своє завдання.

## Розробка образу

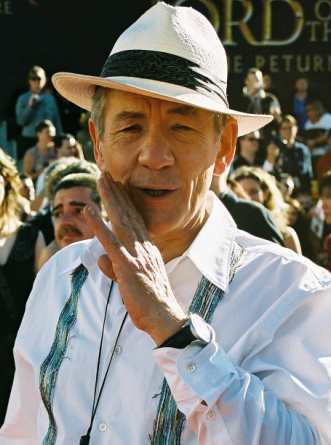
Ієн Маккеллен, який грав Ґандальфа в кінотрилогії Пітера Джексона

Біограф Толкіна, Г. Карпентер вважав, що прототипом Ґандальфа став персонаж поштової листівки початку XX сторіччя «Гірський дух», яку Толкін придбав у Швейцарії. Листівку намалював Джозеф Мадленер. На ній був зображений бородатий старий у великому круглому капелюсі та червоному плащі, що годував з рук оленя. Оригінал листівки був проданий на аукціоні Сотбіс 12 липня 2005 року за 84 000 фунтів.
Ґандальфом письменник спершу планував назвати головного гнома казки «Гобіт, або Туди і Звідти», який потім отримав ім'я Торін. Мага спершу мали звати Бладортін, але Толкін згодом віддав це ім'я королю давнини. Чарівник отримав ім'я Ґандальф через його значення. Старонорманською мовою слово gandr означало магічний посох, а слово alfr  — ельф чи альв, тобто міфічну істоту. В цілому це ім'я мало означати магічне уособлення чарівника. У Старшій Едді схоже ім'я є в одного з нижчих альвів-гномів. Можливо на образ цього персонажа також вплинув легендарний чарівник Мерлін, який теж мав кілька імен.
У «Гобіті» Ґандальф з вигляду був звичайним дідусем. Проте згодом Толкін переосмислив цього персонажа і вказав, що його старість є лише обмеженням сил на землі. Ґандальф отримав форму мая (аналог янгола) і став одним з безсмертних Істарі. Тут можна провести паралель з образом скандинавського бога Одіна — мандрівника і мудреця, діда з одним оком, костуром, білою бородою та гостроверхим капелюхом.
Висувалось також припущення, що прототипом вдачі персонажа був лікар, який вилікував письменника у дитинстві.
Своєю чергою Ґандальф став також прототипом для багатьох інших персонажів, таких як Дамблдор у «Гаррі Поттері», Ельмінстер у «Forgotten Realms» і Обі-Ван Кенобі у «Зоряних Війнах».